# Sebastião Uchoa Leite
Sebastião Uchoa Leite (Timbaúba, 31 de janeiro de 1935 — Rio de Janeiro, 27 de novembro de 2003) foi um poeta, ensaísta e tradutor brasileiro.

## Biografia
Inicia os cursos de direito e filosofia na Universidade do Recife, atual Universidade Federal de Pernambuco - UFPE, graduando-se em 1962.
Publicou nove livros e estreou na poesia em 1960, com Dez Sonetos sem Matéria. Nessa época, participava de um grupo de literatura com Luís Costa Lima, depois atuou no Suplemento Literário do principal jornal pernambucano, o Jornal do Commercio. No Recife, formou-se em Direito e Filosofia e depois que trocou a capital pernambucana pelo Rio de Janeiro, continuou trabalhando com traduções e edições de livros.
Nos anos 70, trabalhou com Otto Maria Carpeaux e Antônio Houaiss em enciclopédias, tem sido um dos responsáveis, ao lado de Luís Costa Lima, Jorge Wanderley e Gastão de Holanda, pela publicação da revista José, que em dez números publicou desde poetas concretos a poetas marginais, não deixando de lado os modernistas.
Em 1980, ganhou o prêmio Jabuti de Poesia, pelo livro Antilogia. Este prêmio foi ganho outras duas vezes, na categoria tradução, em 1998 com Crônicas Italianas de Stendhal (junto com Rodolfo Ilari - por Brevário de Estética e José Paulo Pais - por Asce - Os Salvadores de Deus) e em 2001 com Poesia de François Villon.
Traduziu obras de vários autores como Julio Cortázar, Lewis Carroll, A. M. Krich, Ângelo M. Ripellino, Stendhal, Octavio Paz e François Villon.
O poeta morreu de insuficiência cardíaca. Tinha 68 anos e era casado com a antropóloga carioca Guacira Waldeck.
Nesse mês, pouco antes de ser internado, Uchoa Leite conquistou o segundo lugar do Prêmio Portugal Telecom de Literatura Brasileira, com A Regra Secreta, pelo qual recebera 30 mil reais. Ao todo, o poeta publicou doze livros, entre poemas e ensaios. 
A perda foi lamentada pelo meio literário brasileiro. O poeta Ferreira Gullar ressaltou sua ética e o qualificou como "poeta de muito requinte, tradutor excelente e um intelectual competente". "Era alguém por quem tinha um grande carinho, apesar das discordâncias artísticas", afirmou.

## Obras publicadas

### Poesias
- Dez Sonetos sem Matéria, 1960
- Antilogia, 1979
- Isso não é Aquilo, 1982
- Obras em Dobras (1960-1988) (que reúne os anteriores, além de Dez Exercícios numa Mesa sobre o Tempo e Espaço, Signos/Gnosis e Cortes/Toques), Duas Cidades, 1988
- A uma Incógnita, Editora Iluminuras, 1991
- A Ficção Vida, 1993
- A Espreita, Editora Perspectiva, 2000
- A Regra Secreta, Editora Landy, 2002
- Crítica de Ouvido, Cosac Naify, 2003

### Ensaios
- Participação da Palavra Poética, 1966
- Crítica Clandestina, 1986
- Jogos e Enganos, Editora 34, 1995

### Traduções
Algumas obras:
- Alice no País das Maravilhas de Lewis Carroll
- Através do Espelho de Lewis Carroll
- Crônicas Italianas de Stendhal
- Signos em Rotação de Octavio Paz
- O Momento Futurista de Marjorie Perloff
- Poesia de François Villon